# TradingView

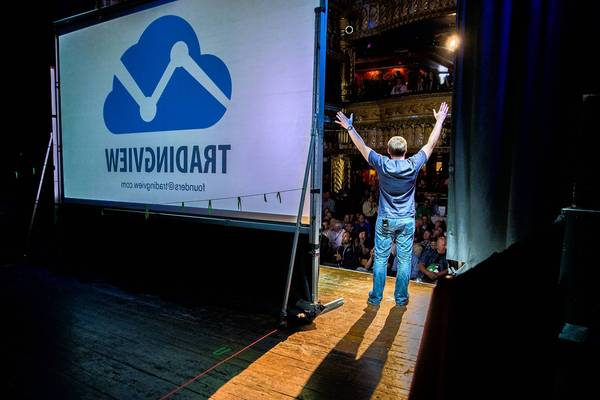
Стас Боков, СОО TradingView, на демо-дне в Чикаго

TradingView — веб-сервис и социальная сеть для трейдеров, в основе которой лежит платформа технического анализа. Проект был запущен в сентябре 2011 года. Есть бесплатная версия приложения и 3 варианта платной подписки с растущим количеством функций.
TradingView ориентирован на частных инвесторов. Сайт доступен на 21 языковой версии. Аудитория составляет 29 млн пользователей в месяц (MAU), на октябрь 2021 года.

## История
Компания TradingVew была основана в 2011 году Константином Ивановым (CTO), Денисом Глоба (CEO) и Стэном Боковым (COO). Штаб-квартира TradingView находится в Нью-Йорке, а главный офис на Европейском рынке находится в Лондоне. Основная идея состояла в том, чтобы помочь пользователям во всём мире лучше понимать финансовые рынки путём обсуждения инвестиционных идей на открытой площадке.
Летом 2013 года проект прошёл отбор в стартап акселератор Techstars, где подписал контракты с Microsoft и CME. Позднее компания получила $3.6 млн финансирования от iTech Capital и других инвесторов (TechStars, Right Side Capital Management, Irish Angels).
В мае 2017 года TradingView признан лучшей аналитической платформой по версии Benzinga Global Fintech Awards 2017.
В мае 2018 года компания закрыла очередной раунд венчурных инвестиций на $37 млн от фондов Insight Venture Partners, DRW Venture Capital и Jump Capital.
В октябре 2021 года в рамках очередного раунда финансирования TradingView была оценена в $3 млрд и привлекла дополнительные $298 млн от инвесторов, среди которых был и инвестфонд Tiger Global Management. В январе 2022 года Forbes Russia поставил Константина и Дениса на обложку итогового номера за 2021 год с подзаголовком «Бизнесмены года».

## Основные возможности
- Торговля на рынках акций, фьючерсов и форекс[12][13]
- Платформа технического анализа
- Социальная сеть для трейдеров[1]